# Schülerzeitung
Eine Schülerzeitung ist eine Zeitschrift, die Schüler für Schüler machen. Sowohl die Autoren als auch die Zielgruppe sind meist Schüler, ehemalige Schüler, Lehrer und manchmal auch Eltern. In der Schülerzeitung können Schüler im Sinne des Grundgesetzes ihre Meinung frei äußern.
Erscheint eine Schülerzeitung an mehreren Schulen innerhalb einer Stadt, so spricht man von einer Stadtschülerzeitung. Im Gegensatz dazu werden Jugendmagazine speziell für die Zielgruppe Jugendliche produziert, von wenigen Ausnahmen abgesehen nicht von Jugendlichen für Jugendliche.

## Geschichte

### Anfänge

„Der Punkt“, Schülerzeitung der Gaußschule in Braunschweig aus dem Jahr 1948

Schülerzeitungen gab es vereinzelt bereits im 19. Jahrhundert. Als erste ihrer Art im Jahr 1893 gilt Der Frühlingssturm im Katharineum zu Lübeck, zu dessen Doppelnummer im Juni/Juli der 18-jährige Realschüler Thomas Mann als Herausgeber unter seinen beiden Vornamen „Paul Thomas“ acht der 13 Textseiten beigetragen hat. Ein Exemplar wird im Thomas-Mann-Archiv der ETH Zürich aufbewahrt. Ein zweites Exemplar ersteigerte das Buddenbrookhaus in Lübeck Mitte Juni 2022. Diese zweite Ausgabe war zugleich die letzte. Sie enthielt unter dem Untertitel „Monatsschrift für Kunst und Literatur“ vorwiegend impressionistische Gedichte und Prosa. Von der ersten Ausgabe aus dem Mai 1893 sind nur Einzelseiten erhalten.
Eine der ersten Schülerzeitungen gründete Ernst Heimeran in München. Bertolt Brecht veröffentlichte seine ersten Gedichte als Gymnasiast in der von ihm gegründeten Schülerzeitung Die Ernte.
Nach dem Ersten Weltkrieg und insbesondere nach 1945 haben sich Schülerzeitungen vor allem an Gymnasien etabliert.
Da seinerzeit noch kaum einfach zu bedienende und preisgünstige Vervielfältigungstechniken zur Verfügung standen, benötigten die Herausgeber früher Schülerzeitungen für den Druck in einer professionellen Druckerei meist finanzielle Unterstützung. Später setzten sich preiswerte Vervielfältigungstechniken wie Hektographien und schließlich Fotokopierer und Computerdrucker durch.
In der Zeit des Nationalsozialismus gab es keine Schülerzeitungen. Ein NS-Jugendmagazin war Hilf mit!. Es wurde nicht von Schülern, sondern vom Nationalsozialistischen Lehrerbund (NSLB) herausgegeben und erschien von Oktober 1933 bis Dezember 1942 in Millionenauflage.

### Nach 1945
Nach dem Ende des Zweiten Weltkriegs war Der Punkt der Gaußschule in Braunschweig eine der ersten Schülerzeitungen. Die erste Ausgabe der Zeitung erschien im September 1948, Leiter der Schülerredaktion war über mehrere Ausgaben Günter Gaus.
Im Archiv der Jungen Presse Berlin befand sich eine Schülerzeitung von Ende 1946.
1990–1993 erschien in Leipzig mit Tatort Schule eine Stadtschülerzeitschrift mit einer der höchsten Auflagen (2000 Exemplare). Seit den 1990er Jahren entwickeln sich Schülerzeitungen auch zunehmend an Realschulen und Grundschulen.

### 21. Jahrhundert

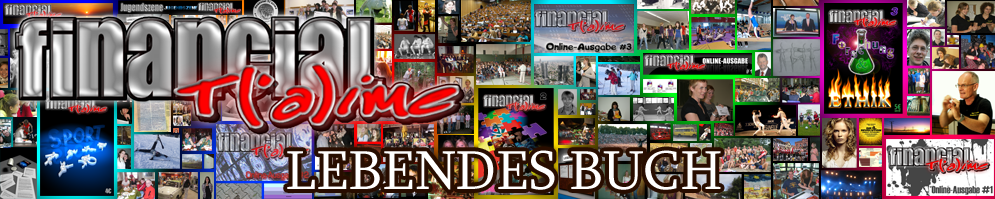
Lebendes Buch, Online-Ausgabe mit „Deutsch“-Abteilung für „Nicht-Muttersprachler“ der Financial T(’a)ime

Schülerzeitungen erscheinen in der Regel monatlich oder vierteljährlich. Einige Schülerzeitungen haben von Printausgaben auf Online-Versionen umgestellt. Dabei stellt sich die Frage, ob Online-Versionen von Schülerzeitungen überhaupt noch dem Charakter von Schülerzeitungen als Zeitungen von Schülern für Schüler entsprechen. Die weltweite Verbreitung verlässt eindeutig den Wirkungskreis von Schule und Schulumfeld. Eine rechtliche Bewertung durch die Kultusministerkonferenz der Länder bzw. die einzelnen Fachminister steht aus.
Schülerzeitungen werden durch das Internet verstärkt international wahrgenommen oder starten eigenständige „Deutsch“-Abteilungen, innerhalb derer „Deutsch als Fremdsprache“ mit leichter und verständlicher Schülersprache für Nicht-Muttersprachler im Vordergrund steht.
Die erste tägliche Schülerzeitung Deutschlands, der Daily Penner, war ab September 2000 für zwei Jahre am Gymnasium Eberswalde erschienen.

## Rechtslage von Schülerzeitungen

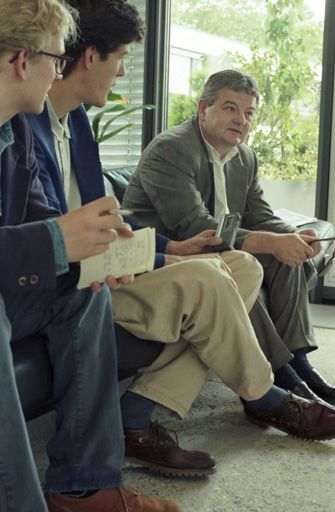
Schülerzeitungsredakteure interviewen Joschka Fischer im Foyer des Plenarsaals in Bonn, 1995

### Rechtslage in Deutschland
Wie andere Veröffentlichungen müssen auch Schülerzeitungen ein Impressum haben, in dem z. B. der Verantwortliche im Sinne des Presserechts sowie dessen Anschrift aufgeführt sind. Näheres findet sich in den jeweiligen Landespressegesetzen.
Bei Schülerzeitungen gibt es in der Praxis kaum eine rechtliche Handhabe, mit der ein Erscheinen verhindert werden kann, auch hier gelten die Grundsätze der Pressefreiheit mit Rechten und Pflichten.
Auf Grund der Bildungshoheit der Bundesländer in der Bundesrepublik Deutschland ist die Rechtslage bezüglich der Schülerzeitungen in den Bundesländern unterschiedlich.
Zu beachten ist der rechtliche Unterschied zwischen Schülerzeitung und Schulzeitung. Bei einer Schulzeitung ist die Schule (vertreten durch den Schulleiter) der Herausgeber und kann daher den Inhalt bestimmen.
Baden-Württemberg 

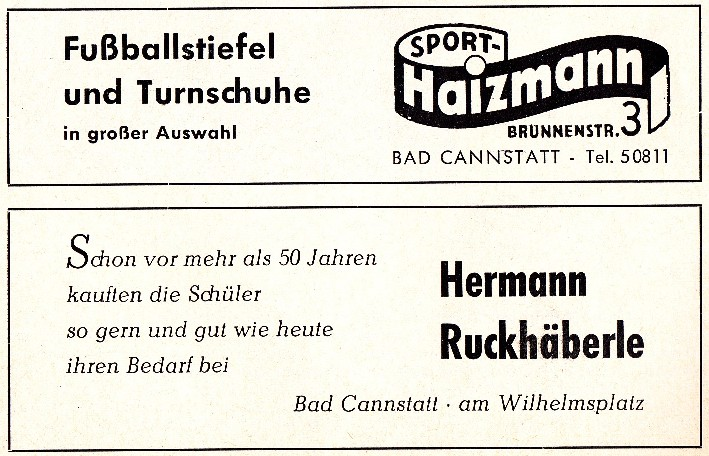
Typische Werbung für Jugendliche in einer Schülerzeitung 1962

Die Schülerzeitschriftenverordnung wurde zum 1. August 2005 aufgehoben und durch die Verwaltungsvorschrift 01-6499-51 Werbung, Wettbewerbe und Erhebungen in Schulen ersetzt. Diese regelt unter anderem, dass dem Schulleiter auf sein Verlangen hin drei Tage vor dem beabsichtigten Verteildatum ein Exemplar der Zeitung zugänglich zu machen ist. Glaubt der Schulleiter, dass die Zeitung gegen ein Gesetz verstößt oder eine schwere Beeinträchtigung der Aufgaben der Schule darstellt, so kann er die Verteilung auf dem Schulgelände nach einer Beratung in der Schulkonferenz verbieten. Außerdem unterliegen die Zeitungen dem Landespressegesetz.
Bayern
In Bayern haben Schülerzeitungen ab dem Schuljahr 2006/2007 die Wahl: Entweder die Schülerzeitung wird vom Direktor herausgegeben, der für die Zeitung verantwortlich ist. Die Schülerzeitung ist dann Teil der Schülermitverantwortung (SMV). Die Redaktion wählt im Allgemeinen eine beratende Lehrkraft.
Die zweite Möglichkeit ist, dass die Schülerzeitung von den Schülern in eigener Verantwortung herausgegeben wird. In diesem Fall untersteht die Schülerzeitung dem Bayerischen Pressegesetz. Der Direktor kann nun die Herausgabe der Schülerzeitung nicht mehr untersagen. Nur den Verkauf auf dem Schulgelände darf er in bestimmten Fällen untersagen.
Die Pressefreiheit der Bayerischen Schülerzeitungen ist noch sehr jung. Der Bayerische Landtag hat Ende 2004 eine entsprechende Änderung im Bayerischen Erziehungs- und Unterrichtsgesetz angeregt, die im Juli 2006 in Kraft getreten ist. Somit ist in Bayern die Vorzensur von Schülerzeitungen als letztem Bundesland gefallen.
Allerdings zeigte eine Studie der Jungen Presse Bayern (Autor: Dominik Mai) im Jahr 2012, dass Zensur von Schülerzeitungen nach wie vor stattfindet. 37 Prozent der bayerischen Schülerzeitungen sieht sich demnach Druck der Schule ausgesetzt, rund ein Viertel hat bereits auf die Publikation von Artikeln verzichtet. Auch haben Schulleitungen (12 Prozent) und Vertrauenslehrer (16 Prozent) Artikel verhindert. 2 Prozent der Schülerzeitungen seien komplett zensiert worden.
Berlin
Berlin hat Anfang 2004 die früheren Ausführungsvorschriften Schülerzeitung (AV SZ) und damit die Vorzensur abgeschafft. Das neue Berliner Schulgesetz sieht in § 48 nun ausdrücklich vor, dass das Grundgesetz und das Berliner Pressegesetz auch für Schülerzeitungen gelten. Eine Sonderregelung enthält nur noch Absatz 3: „Die Schulleiterin oder der Schulleiter kann im Einzelfall den Vertrieb einer Schülerzeitung auf dem Schulgrundstück untersagen, wenn ihr Inhalt gegen Rechtsvorschriften verstößt oder den Schulfrieden erheblich stört und die Schulkonferenz den Konflikt nicht oder nicht rechtzeitig beilegen kann.“
Hamburg
Die Rechtslage für Schülerzeitungen in Hamburg ist sowohl durch das Landespressegesetz als auch durch das Hamburgische Schulgesetz geregelt. Explizit geregelt ist, dass der Verantwortliche im Sinne des Presserechts bei Schülerzeitungen minderjährig sein darf. Vorherige Kontrollrechte werden der Schulleitung nicht zugestanden. Die Regelungen aus dem Landespressegesetz gelten in gleicher Weise für Schülerzeitungsredaktionen.
Nordrhein-Westfalen
In Nordrhein-Westfalen erleichtert das Landespressegesetz die Herausgabe von Schülerzeitungen, indem bei den „persönlichen Anforderungen an den verantwortliche Redakteur“ unter anderem auf die Vollendung des 21. Lebensjahres verzichtet wird, wenn die Druckwerke von Jugendlichen für Jugendliche gemacht sind. Die Definition und Herausgabe von Schülerzeitungen ist vom Ministerium für Schule und Weiterbildung des Landes Nordrhein-Westfalen im Schulgesetz NRW festgelegt.
Rheinland-Pfalz
Die Situation ist in Rheinland-Pfalz ähnlich wie in Bayern: Schüler können wählen, ob die Zeitung in eigener Verantwortung oder im Rahmen einer schulischen Veranstaltung erscheinen soll. Erscheint sie als schulische Veranstaltung, ist ein Beratungslehrer zu wählen. Dann kann auch in einzelnen Fällen der Vertrieb auf dem Schulgelände eingeschränkt oder untersagt werden. Ansonsten ist Gründung und Vertrieb frei.

#### Sonderfall bei Privatschulen
Der Unterschied zwischen staatlicher und Privatschule wurde im Schuljahr 2004/2005 an der Sophie-Barat-Schule Hamburg deutlich: Ein Streit zwischen Schulleitung und Redakteuren der Schülerzeitung „Sophies Unterwelt“ gelangte an die Öffentlichkeit. Da die Schulleitung die Schülerzeitung nur erlauben wollte, wenn die Redaktion sich von einem Lehrer beraten ließe, gaben die Schüler ihr „verbotenes“ Blatt vor der Schule heraus. Zahlreiche Medien berichteten bereits über diesen Konflikt. Im Herbst 2005 wurde von Verfassungsexperten im Schulausschuss der Hamburger Bürgerschaft festgestellt, dass der Staat den Schulen in freier Trägerschaft den Umgang mit Schülerzeitungen nicht vorschreiben dürfe.

### Rechtslage in Österreich
Das österreichische Gesetz erklärt eine Schülerzeitung folgendermaßen:

„SchülerInnenzeitungen sind periodische Druckwerke, die von SchülerInnen einer oder mehrerer Schulen für SchülerInnen dieser Schule gestaltet und herausgegeben werden. SchülerInnenzeitungen dienen dem Gedankenaustausch und der Auseinandersetzung mit schulischen, wissenschaftlichen, gesellschaftlichen, politischen und allgemein-kulturellen Problemen. Als Mittel der Meinungsbildung und Information sind sie ebenso Träger der Pressefreiheit wie Betriebszeitungen, Kundenzeitungen, Tageszeitungen oder andere Druckwerke.“

In Österreich sind Schülerzeitungen von der Pflicht, ein Impressum zu haben, entbunden, sofern diese ausschließlich von Schülern geschrieben wird. Schreibt der Direktor, oder ein Lehrer einen Text, so muss auch ein Impressum in der Zeitung enthalten sein.
Übersteigt der Jahresumsatz 21.800 Euro nicht, so wird von der Republik keine Umsatzsteuer erhoben. Nimmt man mehr ein, muss man eine Steuervoranmeldung einreichen.
Die österreichischen Schülerzeitungs-Redakteure sind verpflichtet ihre Artikel nach bestem Wissen und Gewissen zu verfassen, sodass es nicht zu einer üblen Nachrede gegen eine Person oder Institution kommt. Der Verfasser hat die alleinige Verantwortung für seinen Text.
Der Direktor hat in allen neun Bundesländern nur eingeschränkt das Recht, die Schülerzeitung verbieten zu lassen. Die Schülerzeitung muss dem Bildungsauftrag der Schule gerecht werden. Außerdem muss beachtet werden, dass die Redaktion die Zeitung „nach den sittlichen, religiösen und sozialen Werten sowie nach den Werten des Wahren, Guten und Schönen“ (§ 2 des SchOG) auslegen muss. Die Schüler müssen zusätzlich zu „gesunden, pflichttreuen und verantwortungsbewußten Gliedern der Gesellschaft und Bürgern der Republik Österreich“ (ebenfalls § 2 SchOG) herangebildet werden. Ist dem nicht so, kann der Direktor die Verbreitung der Zeitung in der Schule verbieten. Trotzdem dürfen die Schüler die Zeitung dann vor der Schule verteilen. Hier herrscht vollkommene Verbreitungs- und Verkaufsfreiheit an alle Schüler ab 14 (wenn Geld verlangt wird). Dem Direktor ist in jedem Fall aber ein Exemplar der Zeitung zu geben.

## Schülerzeitungswettbewerbe
Mehrere Wettbewerbe sollen die Leistungen von Schülerzeitungsredaktionen prämieren.
Seit 1995/1996 gab es den Spiegel-Schülerzeitungswettbewerb, er galt als größter in Deutschland und stand auch Einsendungen aus Österreich und der Schweiz offen. 2015 wurde der Wettbewerb eingestellt.
Seit April 2004 wird zudem alljährlich der „Schülerzeitungswettbewerb der Länder“ gemeinsam von der Kultusministerkonferenz und der Jugendpresse Deutschland unter der Schirmherrschaft des Bundesratspräsidenten veranstaltet. Bei diesem Wettbewerb wird erst auf Länderebene und dann bundesweit prämiert. Außerdem wird getrennt nach Schulart bewertet.
Außerdem gibt es den „Deutschen Schülerzeitungspreis“ der Jungen Presse Nordrhein-Westfalen sowie zahlreiche regionale Wettbewerbe.

## Finanzielle Förderung
In Sachsen unterstützt das Kultusministerium die Gründung von Schülerzeitungen (ob in Print- oder Online-Ausgaben) mit bis zu 250 Euro. Anträge sind an das Ministerium zu richten.